# サトウトモユキ
サトウ トモユキ（旧芸名：佐藤 智幸（読み同じ）、1983年8月18日 - ）は、日本の俳優。福岡県出身。

## 略歴・人物
1983年（昭和58年）8月18日、福岡県生まれ。
2013年まで佐藤智幸名義で活動。俳優業を諦めて現場マネージャー（付き人）も経験するが諦めきれず、一から芝居を学びたいと映画24区に通いだす。
映画24区内で第一回MVP賞を取る。また2016年秋に同場所で開催された所属事務所ドラフトオーディションでヴィヴィアンに所属。2016年以降は、サトウトモユキ名義で活動を再開。
2003年、奥原浩志監督『青い車』でスクリーンデビュー。宮崎あおいらと共演している。
2020年末にヴィヴィアンを退所。

## 出演

### 映画
- 青い車（2003年）奥原浩志監督
- 刑事の休日〜刑事まつり 一発大逆転〜（2003年）中村麻美監督
- モリムラ（2004年）村山圭吾監督　主演　※2005年みちのく国際ミステリー映画祭角川オフシアターコンペティション部門最優秀賞受賞　＊水戸短編映画祭入選　＊京都国際学生映画祭入選　＊CO2映像展入選
- 官能小説（2004年）坂牧良太監督
- 水の眠り（2005年）栩兼拓磨監督 主演
- colors（2006年）柿本ケンサク監督
- グミ・チョコレート・パイン（2007年）ケラリーノ・サンドロヴイッチ監督
- グドゥマ（2007年）村山圭吾監督
- 山のあなた〜徳市の恋〜（2008年）石井克人監督
- 罪とか罰とか（2008年）ケラリーノ・サンドロヴイッチ監督
- おと・な・り（2009年）熊澤尚人監督
- ROOKIES -卒業-（2009年）平川雄一朗監督
- 裁判長!ここは懲役4年でどうすか（2010年）豊島圭介監督
- うさぎドロップ（2011年）SABU監督
- 臍帯（2012年）橋本直樹監督
- カノジョは嘘を愛しすぎてる（2013年）小泉徳宏監督
- 舟を編む（2013年）石井裕也監督
- 僕らのごはんは明日で待ってる（2017年）市井昌秀監督
- セブンティーン、北杜 夏（2017年）冨樫森監督
- あゝ、荒野（2017年）岸善幸監督
- アルキメデスの大戦（2019年）山崎貴監督
- 許された子どもたち（2020年）内藤瑛亮監督
- 星の子（2020年）大森立嗣監督
- レディ・トゥ・レディ（2020年）藤澤浩和監督

### テレビドラマ
- チーム・バチスタの栄光 第8話（2008年、フジテレビ）
- 夜光の階段 第4話、第5話（2009年、テレビ朝日）
- 7万人探偵ニトベ 第9話（2009年、BS朝日）
- 相棒 シーズン8 第16話（2010年、テレビ朝日）
- 絶対零度 第10話（2010年、フジテレビ）
- BUNGO -日本文学シネマ- 高瀬舟（2010年）
- 火災調査官・紅蓮次郎11（2010年、テレビ朝日）
- 嬢王3 〜Special Edition〜 第5話、最終回（2010年、テレビ東京）
- 警部補・鳴沢了 讐雨（2011年、フジテレビ）
- 毒姫とわたし 第34話（2011年、東海テレビ）
- 結婚同窓会 〜SEASIDE LOVE〜 第1話（2012年、フジテレビ）
- 空飛ぶ広報室 第5話（2013年、TBS）
- ハクバノ王子サマ 純愛適齢期 第1話（2013年、日本テレビ）
- チア☆ドル（2015年、ABCテレビ）藤澤浩和監督
- 侠飯〜おとこめし〜（2016年、テレビ東京）榊英雄監督
- 世にも奇妙な物語 秋の特別編 (2016年)『車中の出来事』（2016年、フジテレビ）
- 深夜食堂 第三十九話 ハムカツ（2016年、Netflix）吉田康弘監督
- 北斗-ある殺人者の回心-（2017年、WOWOW）瀧本智行監督
- プラージュ 〜訳ありばかりのシェアハウス〜（2017年、WOWOW）吉田康弘監督
- ポイズンドーター・ホーリーマザー 第5話 優しい人（2019年、WOWOW）吉田康弘監督
- 全裸監督  The Naked Director（2019年、Netflix）武正晴総監督 河合勇人監督 内田英治監督

### CM
- @nifty「ミサの恋」（2004年）
- ニベア花王 8×4（2006年）
- キヤノン「人がいる、キヤノンがある」（2006年）
- KAGOME「カゴメ・野菜生活100/若者篇」（2008年）
- NTTドコモ「PRIME 会議室」（2009年）
- 怪盗ロワイヤル「初バトル」（2010年）
- セブン-イレブン「夜得クーポン/お疲れ様です」（2010年）
- 眼鏡市場「新眼鏡市場！柴又」（2010年）
- JAバンク（2011年）
- PlayStation Vita ラグナロクオデッセイ「ようこそ巨人狩り仲間へ。」（2012年）
- NTT東日本「一緒に一生懸命」（2017年）
- SBI損保「手間なく安くて安心ね」（2018年）
- パナソニック「加湿空気清浄機」メガキャッチャー篇（2018年）
- 信用金庫「花咲カフェの人々」第一話　信用金庫の歴史と３つのビジョン篇（2020年）
- 味の素「香味ペースト®」スピード鍋る？篇（2020年）

### その他
- MV 塚本高史「いつの日にか」
- イベント 東京ゲームショウ2011 Xbox 360【HALO3】